# Turuçica
Turuçica (albanisch auch Turuçicë und Turana bzw. Turanë, serbisch Туручица Turučica) ist ein Dorf in der Gemeinde Podujeva im Kosovo.

## Geografie
Turuçica liegt im Nordosten Kosovos in der Region Gollak und nördlich des Batllava-Sees. Es befindet sich etwa 3 km vor der Grenze zwischen dem Kosovo und Serbien. Die Entfernung nach Podujeva beträgt etwa 10 km, die nach Pristina etwa 30 km.

## Kultur
Am Ortseingang befindet sich ein Denkmalkomplex, der an Zahir Pajaziti, der in Turuçica aufwuchs, erinnern soll.

## Bevölkerung
Im Jahr 2011 zählte das Dorf 109 Einwohner, die alle albanischer Herkunft waren.
| 1948 | 1953 | 1961 | 1971 | 1981 | 1991 | 2011 |
| ---- | ---- | ---- | ---- | ---- | ---- | ---- |
| 445  | 470  | 499  | 530  | 428  | 371  | 109  |

## Persönlichkeiten
- Zahir Pajaziti (1962–1997), albanischer Kämpfer und Kommandeur der UÇK